# Johann Gögl
Johann Gögl (1826 Kremže – 11. července 1892 Vídeň) byl rakouský podnikatel a politik německé národnosti, v 2. polovině 19. století poslanec Říšské rady a prezident Obchodní a živnostenské komory ve Vídni.

## Biografie
Jeho bratr Zeno Gögl starší i synovec Zeno Gögl mladší byli rovněž podnikatelé a politici (poslanci Dolnorakouského zemského sněmu). Johann působil jako prezident Obchodní a živnostenské komory ve Vídni. Tuto funkci zastával od roku 1874 do roku 1883 a musel v ní řešit dopady ekonomické krize na podnikatele. Podílel se na založení Dolnorakouské eskomptní společnosti. Zasedal ve správní radě banky Creditanstalt, později i jako její viceprezident.
Byl také poslancem Říšské rady (celostátního parlamentu Předlitavska), kam nastoupil v prvních přímých volbách roku 1873 za kurii obchodních a živnostenských komor v Dolních Rakousích, obvod Vídeň. Rezignaci oznámil na schůzi 19. října 1875. V roce 1873 se uvádí jako Johann Gögl, cisařský rada a kupec, bytem Vídeň. V roce 1873 do parlamentu nastupoval za blok německých ústavověrných liberálů (tzv. Ústavní strana, centralisticky a provídeňsky orientovaná), v jehož rámci představoval staroněmecké křídlo.
Od 19. prosince 1877 až do své smrti byl členem Panské sněmovny (nevolená horní komora Říšské rady). I v ní se přiklonil k německým liberálům.
Neoženil se a pět let před smrtí předal vedení své firmy synovci Zeno Göglovi mladšímu. Žil ve Vídni, jaro trávil vždy za městem v Kahlenbergu, léto a časný podzim v Semmeringu. Byl mu udělen Řád Františka Josefa a získal roku 1873 i Řád železné koruny (a tudíž i rytířský titul).
V roce 1892 ho v Kahlenbergu stihla srdeční nemoc spojená s astmatem. Od června byl upoután na lůžko. Zemřel v červenci 1892.